# Ernst Haegglund

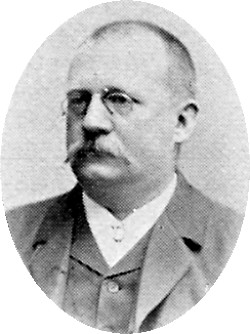
Ernst Haegglund 1901

Carl Johan Ernst Haegglund (även stavat Hægglund), född 3 mars 1851 i Stockholm, död 1 april 1927 i Sävsjö, var en svensk arkitekt och byggmästare.

## Liv och verk
Haegglund studerade vid Tekniska skolan samt vid Kungliga Akademien för de fria konsterna mellan 1875 och 1880. Han fick därefter en anställning hos Ernst Jacobsson och Magnus Isæus, men fortsatte med egen verksamhet från 1882. Åren 1886-90 tjänstgjorde han som assistent på Tekniska Högskolan.
Haegglund ritade bland annat Cirkus på Djurgården i Stockholm och Birger Jarls basar som var ett av stadens första renodlade kontorshus samt saluhallen Sveahallen. I Södertälje ritade han bland annat Stadshotellet och varmbadinrättningen samt flera privathus, exempelvis den påkostade Holmbergska villan. Villan revs 1966, men en del återuppbyggdes på museet Torekällberget.
I Gamla stan omgestaltade han 1896 fasaden Västerlånggatan 38. Han var en flitig anlitad skolhusarkitekt och ritade bland annat Maria folkskola 1891, tillbyggnaden av Hedvig Eleonora folkskola 1898 samt Engelbrektsskolan (omarbetning av Konrad Elméus förslag) 1902.

## Verk i urval

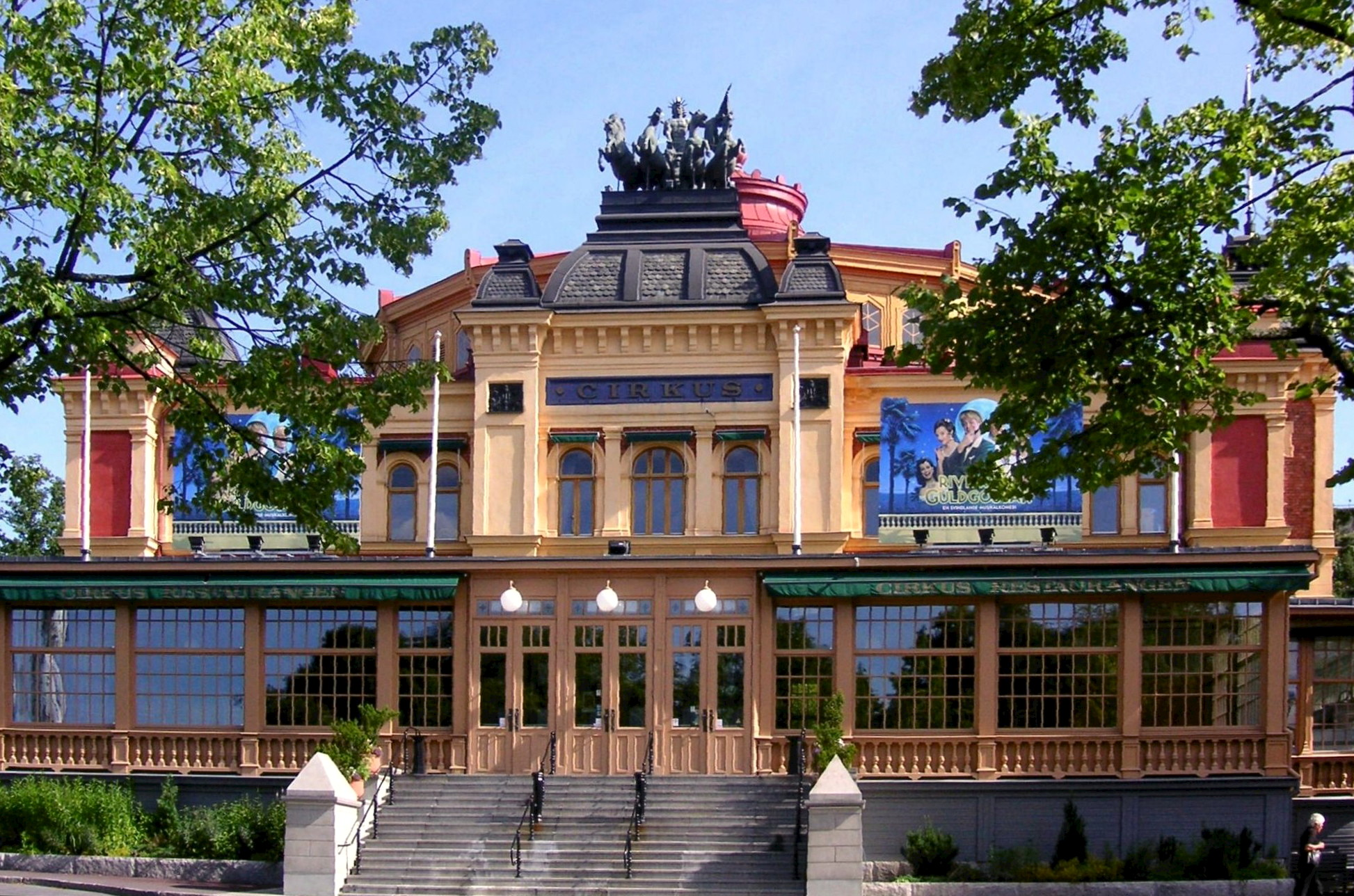
Cirkus
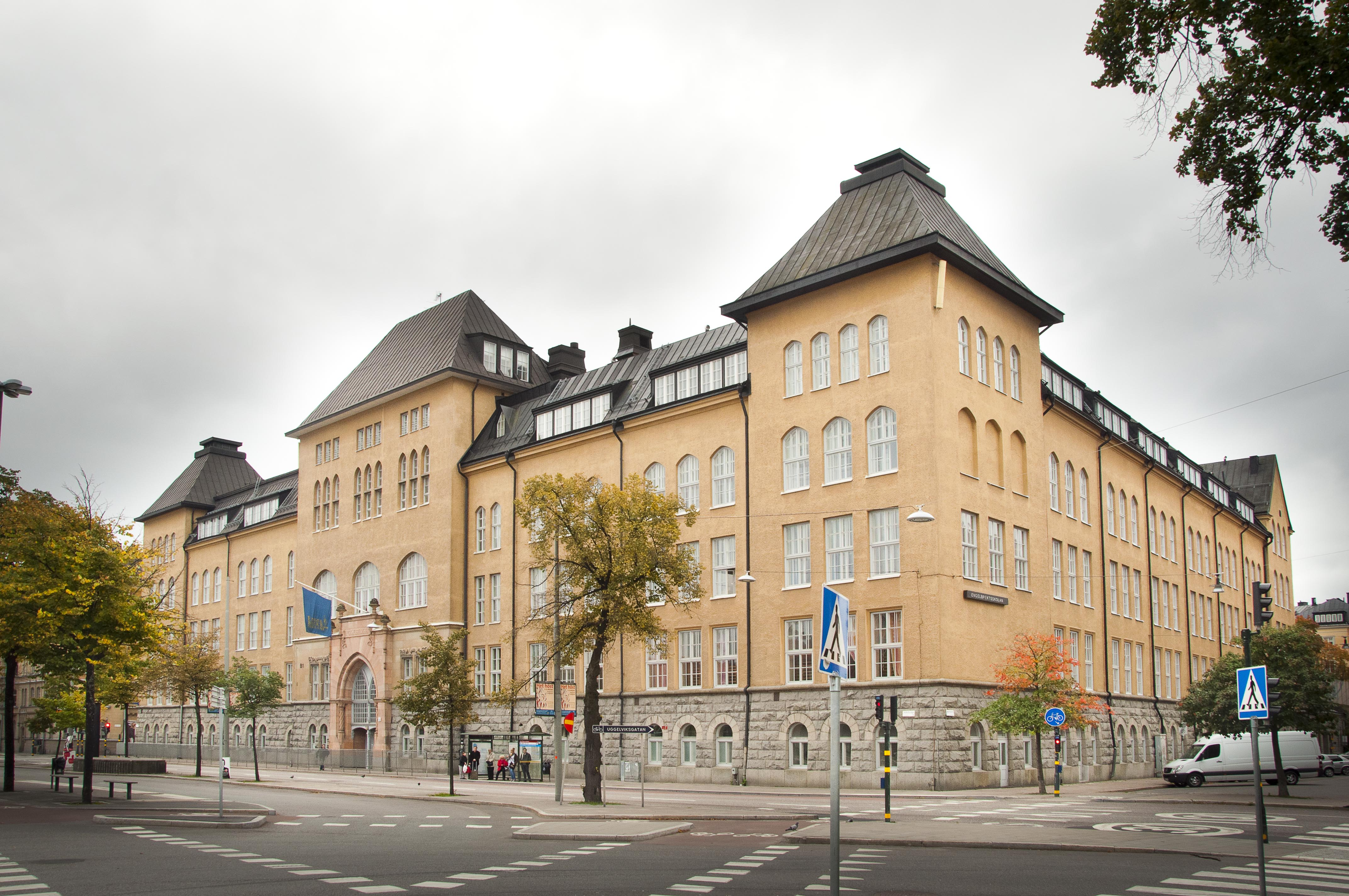
Engelbrektsskolan
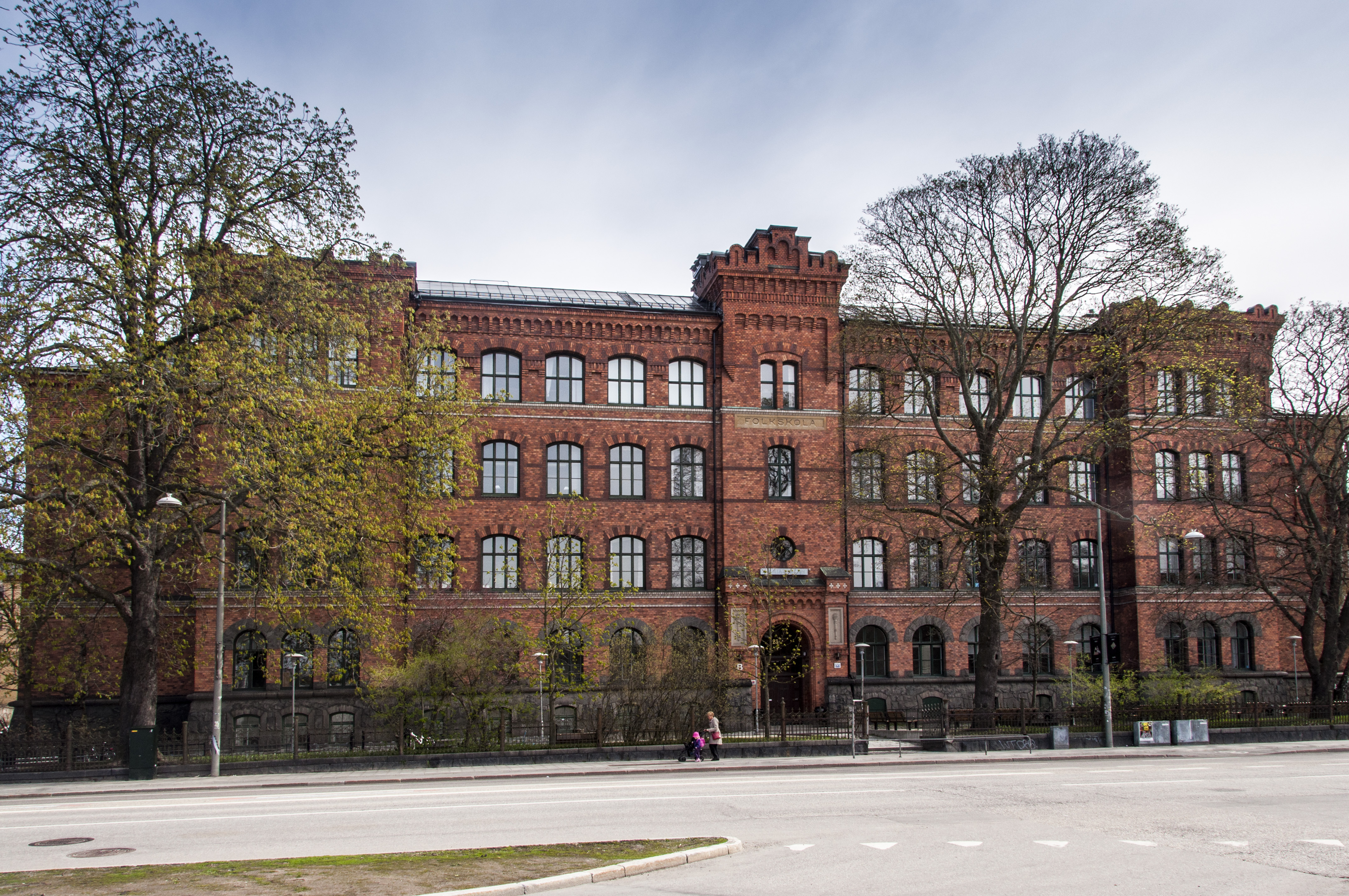
Maria folkskola
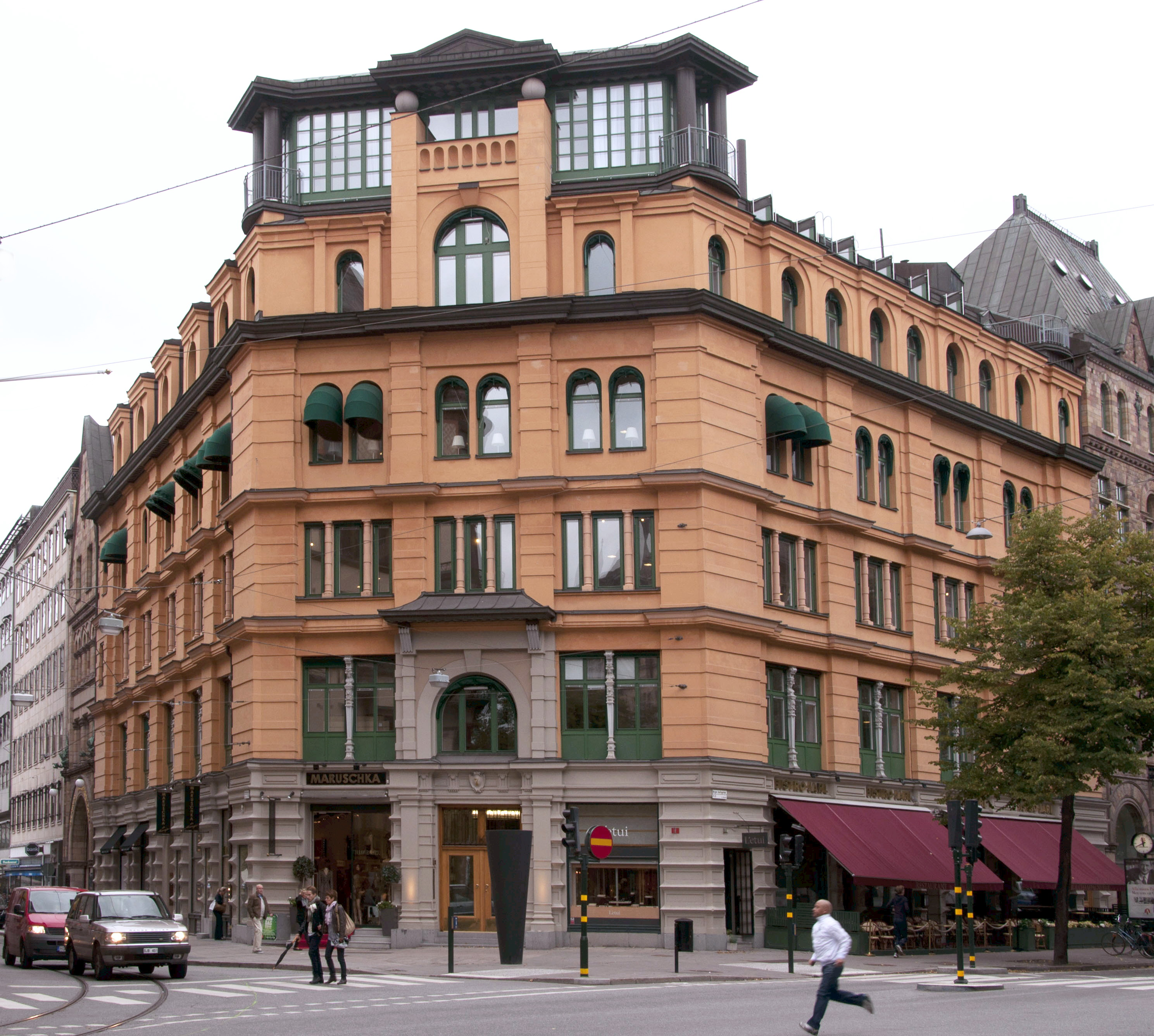
Birger Jarls basar
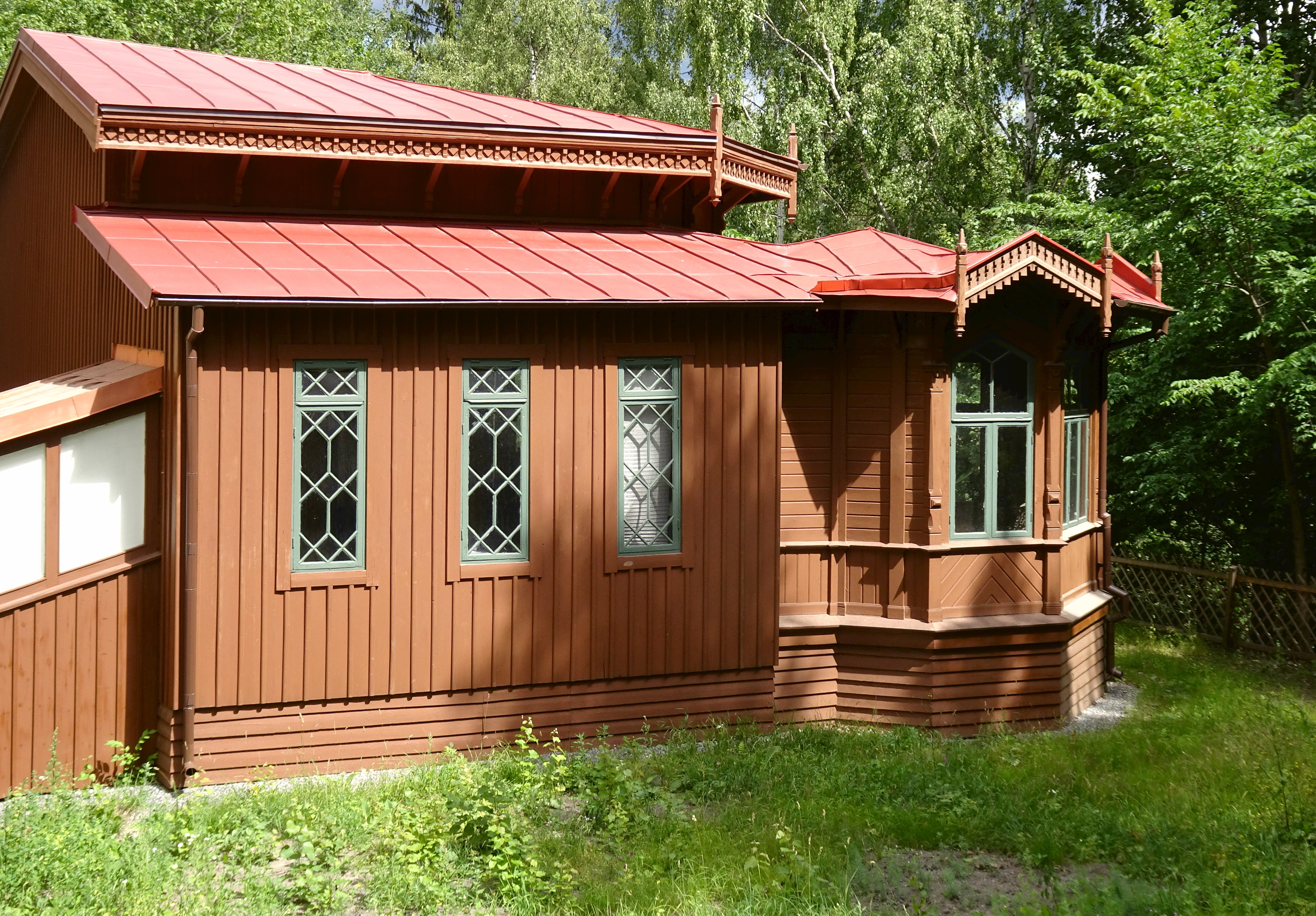
Resten efter Holmbergska villan på Torekällberget